# WCT Scottsdale Open 1987
Lo WCT Scottsdale Open 1987 è stato un torneo di tennis giocato sul cemento. Si è giocato a Scottsdale negli Stati Uniti. È stata la 2ª edizione del torneo, che fa parte del Nabisco Grand Prix 1987. Il torneo si è giocato dal 5 al 12 ottobre 1987.

## Campioni

### Singolare maschile
Brad Gilbert ha battuto in finale  Eliot Teltscher con il punteggio di 6–2, 6–2

### Doppio maschile
Rick Leach /  Jim Pugh hanno battuto in finale  Dan Goldie /  Mel Purcell con il punteggio di 6–3, 6–2